# Andreas Kulhawy
Andreas Kulhawy (geboren  1966) ist ein deutscher Historiker, Kommunalpolitiker (CDU) und seit 2019 Leiter des Stadtarchivs Peine.

## Leben
Andreas Kulhawy studierte Geschichte an der Universität Oldenburg, an der er 2012 seine Dissertation ablegte zum Thema Das Braunschweigische Leihhaus als Instrument der Modernisierung (1830–1918), die in der Folge von der  Stiftung Niedersächsisches Wirtschaftsarchiv Braunschweig in Verbindung mit dem Braunschweigischen Geschichtsverein in der Zeitschrift Quellen und Forschungen zur braunschweigischen Landesgeschichte veröffentlicht wurde.
Unterdessen hatte Kulhawy seit 2010 verschiedentlich über die Quelleneditionen aus dem Stadtarchiv in Peine publiziert. Er war Ratsherr der CDU-Stadtratsfraktion in der Stadt Peine, als er sich nach einer Stellenausschreibung für das Amt des Peiner Archivleiters als Nachfolger des 2019 in den Ruhestand getretenen Michael Utecht gegen 16 Mitbewerber durchsetzen konnte. In der Folge musste Kulhawy „entsprechend der gesetzlichen Vorschriften des Niedersächsischen Kommunalverfassungsgesetzes“ sein Amt als Peiner Stadtrat aufgeben.
In seiner Funktion als Stadtarchivar übernahm Kulhawy beispielsweise 2021 historische Unterlagen und Parteiunterlagen der Stederdorfer SPD, darunter ein altes Protokollbuch, das von 1918 bis zur Machtergreifung durch die Zeit des Nationalsozialismus 1933 und dann erst wieder am 9. November 1945 fortgeschrieben worden war.

## Schriften (Auswahl)
- Handakte des Handorfer Bauermeisters Giesecke im 19. Jahrhundert. Von Flachsbau, Mondgeld, bösen Hunden, Osterfeuer, Krügerey, Spinnstuben ... (= Quelleneditionen aus dem Stadtarchiv, Bd. 3), Peine: Stadtarchiv Peine, 2010; Inhaltsverzeichnis
  - Buchvorstellung auf der Seite peine.de
- FU! Frauen Union der CDU in Niedersachsen: Geschichte der Frauen Union Niedersachsen, Hannover: Frauen Union der CDU in Niedersachsen, 2011, ISBN 978-3-00-033865-6; Inhaltsverzeichnis
- Das Braunschweigische Leihhaus als Instrument der Modernisierung (1830–1918) (= Quellen und Forschungen zur braunschweigischen Landesgeschichte, Bd. 48), zugleich Dissertation 2012 an der Universität Oldenburg,  Veröffentlichung der Stiftung Niedersächsisches Wirtschaftsarchiv Braunschweig und des Braunschweigischen Geschichtsvereins e.V., Braunschweig: Appelhans, 2012, ISBN 978-3-941737-78-5; Inhaltsverzeichnis
- Johann Heinrich Friedrich Greites Tagebuch vom Deutsch-Französischen Krieg 1870/71 (= Quelleneditionen aus dem Stadtarchiv, Bd. 4), Peine: Stadtarchiv Peine, 2012; Inhaltsverzeichnis
- Peine im Ersten Weltkrieg. Aus den Feldpostbriefen der Familien Ziegler und Heine (= Quelleneditionen aus dem Stadtarchiv, Bd. 5), Peine: Stadtarchiv, 2014; Inhaltsverzeichnis

Aufsätze:
- "Bauernbefreiung" und Kredit. Aus der Praxis des Braunschweigischen Leihhauses, 1834–1930, in: Soziale Praxis des Kredits. 16.–20. Jahrhundert (= Veröffentlichungen der Historischen Kommission für Niedersachsen und Bremen), Hannover: Hahn, 2007, ISBN 978-3-7752-6038-1 und ISBN 3-7752-6038-2, S. 121–151
- Einancing the Agrarian Reforms and Promoting the Modernisation of Farming in 19th century Germany. The Example of the Duchy of Brunswick, in Nadine Vivier (Hrsg.): The state and rural societies, Turnhout, 2008, S. 77ff.
- In Transition from a "traditional" to a "specialised" Agriculture. Farming in the Duchy of Brunswick between the eighteenth and the twentieth century, in: Agricultural specialisation and rural patterns of development, Turnhout: Brepols, [2016], ISBN 2-503-53228-4, S. 121–134
- Der öffentliche Finanzsektor im Herzogtum Braunschweig zwischen 1832 und 1918. Das Leihaus als Hülfs-Credit-Anstalt für den Staat, in Lothar Hagebölling (Hrsg.): Vom Leyhaus zur Sparkasse. 1765–2015. Das öffentliche Bankwesen im Braunschweigischen Land, hrsg. im Auftrag für Die Braunschweigische Stiftung, Braunschweig und die Stiftung Niedersächsisches Wirtschaftsarchiv, 1. Auflage, Braunschweig: Appelhans Verlag, [2018], ISBN 978-3-944939-14-8, S. 239–408ff.